# Bundesurlaubsgesetz
Das Bundesurlaubsgesetz (BUrlG) regelt den Erholungsurlaub für Arbeitnehmer in Deutschland.
Es wurde am 8. Januar 1963 verkündet und ergänzt als Mindestregelung die bis dahin allein und seither daneben bestehenden vielfältigen Einzelabsprachen zwischen den Tarifparteien für jede Branche und jedes Land. Zweck des Gesetzes ist der soziale Arbeitsschutz.
Wie der vollständige Titel Mindesturlaubsgesetz für Arbeitnehmer schon besagt, regelt das Gesetz lediglich, in welchem Umfang der Arbeitgeber dem Arbeitnehmer mindestens bezahlten Erholungsurlaub zu gewähren hat. Nach § 2 sind davon alle Arbeiter, Angestellten und arbeitnehmerähnliche Personen (also solche, die wegen ihrer wirtschaftlichen Abhängigkeit von einem Auftraggeber wie Arbeitnehmer zu betrachten sind) erfasst. Der Mindesturlaubsanspruch beträgt 24 Werktage, wobei, wegen der Spezialnorm in § 3 Abs. 2, auch die Samstage als Werktage gezählt werden, sodass der Urlaubsanspruch auf Arbeitstage pro Woche umgerechnet werden muss.
In den ersten sechs Monaten erhält der Arbeitnehmer pro vollem Monat des Beschäftigungsverhältnisses ein Zwölftel des Jahresurlaubs, § 5. Erst nach Ablauf dieser Wartezeit (§ 4) entsteht der volle Urlaubsanspruch. Trotz des bereits entstandenen Urlaubsanspruchs wird vielfach in den ersten sechs Monaten eines neuen Arbeitsverhältnisses kein Urlaub beantragt. Die Wartezeit ist in einem Beschäftigungsverhältnis nur einmal zu erfüllen. In den Folgejahren steht dem Arbeitnehmer in jedem neuen Kalenderjahr der volle Jahresurlaub bereits am Jahresanfang zu.
Das während des Urlaubs zu zahlende Entgelt bemisst sich nach dem durchschnittlichen Arbeitsverdienst, den der Arbeitnehmer in den letzten 13 Wochen vor dem Beginn des Urlaubs erhalten hat, mit Ausnahme des zusätzlich für Überstunden gezahlten Arbeitsverdienstes.
Im Urlaub ist nach § 8 eine dem Erholungszweck des Urlaubs widersprechende Erwerbstätigkeit unzulässig.
Das Bundesurlaubsgesetz stellt im Bereich der Urlaubsdauer für viele Arbeitnehmer nicht die Grundlage für den Jahresurlaub dar, weil Tarifverträge und Einzelarbeitsverträge oft für Arbeitnehmer günstigere Regelungen vorsehen. In vielen Tarifverträgen beträgt der Jahresurlaub 30 Arbeitstage (=36 Werktage), beispielsweise im TVöD und im TV-L.
Ebenfalls gilt bei der Urlaubsdauer das Bundesurlaubsgesetz nicht für minderjährige Arbeitnehmer. Diese haben nach § 19 des Jugendarbeitsschutzgesetzes einen Urlaubsanspruch zwischen 25 und 30 Werktagen (altersabhängig). Einen Anspruch auf Zusatzurlaub haben auch schwerbehinderte Menschen nach § 208 SGB IX.
Andere Regelungen des BUrlG, wie z. B. der Vorrang der Arbeitnehmerwünsche nach § 7 BUrlG oder die Unabdingbarkeit gelten unabhängig von der Frage, ob ein Tarifvertrag, Arbeitsvertrag oder ein anderes Gesetz Anwendung findet.
Der gesetzliche Mindesturlaub muss als Freizeit genommen werden und darf nicht ausbezahlt werden. Das ergibt sich aus § 8 BUrlG, der entgeltliche Erwerbstätigkeit während des Urlaubs verbietet und aus dem Umkehrschluss von § 7 Satz 4 BUrlG, der eine Ausbezahlung bei Beschäftigungsende vorsieht. Der den gesetzlichen Mindesturlaub überschreitende darüber hinaus gewährte Urlaub darf dahingegen auch ausbezahlt werden.
Im Kalenderjahr nicht genommener Urlaub darf in das nächste Jahr übertragen werden, wenn dringende betriebliche oder in der Person des Arbeitnehmers liegende Gründe dies rechtfertigen (§ 7 Abs. 3 BUrlG). Die Gerichte stellen hieran jedoch niedrige Anforderungen, so dass die rechtfertigende Gründe in der Regel vorliegen. Der übertragene Urlaub muss bis zum 31. März des Folgejahres gewährt und genommen werden. Andernfalls verfällt er, sofern der Arbeitgeber darauf hingewirkt hat, dass der Arbeitnehmer den Urlaub rechtzeitig nimmt und darauf hingewiesen hat, dass dieser sonst verfällt.
Für Beamte und Richter ist der Jahresurlaub in Erholungsurlaubsverordnungen des Bundes und der Länder geregelt.
Für Soldaten der Bundeswehr sind die Urlaubsansprüche in der Soldatinnen- und Soldatenurlaubsverordnung geregelt.
Zu unterscheiden sind der Anspruch auf
- Gewährung von Erholungsurlaub
- Zahlung einer Urlaubsabgeltung
- Zahlung von Urlaubsentgelt

## Der Anspruch auf Erholungsurlaub
Zu unterscheiden ist ein primärer Anspruch auf Gewährung von Erholungsurlaub von einem sekundären Schadensersatzanspruch auf Gewährung von Erholungsurlaub (im Folgenden Urlaub).

### Der primäre Erfüllungsanspruch auf Erholungsurlaub

#### Allgemeines

##### Rechtsnatur
Der Urlaubsanspruch ist ein durch das BUrlG bedingter Freistellungsanspruch des Arbeitnehmers gegen den Arbeitgeber, von der vertraglichen Arbeitspflicht befreit zu werden, ohne dass die Pflicht zur Zahlung des Arbeitsentgelts berührt wird (Entgelttheorie; BAG seit 1982).

##### Anspruchsgrundlage
Grundlage für den Anspruch auf Gewährung des gesetzlichen Erholungsanspruchs ist § 1 BUrlG i. V. mit § 611a BGB.
Ein darüber hinausgehender Anspruch bedarf sonstiger Anspruchsgrundlagen (Arbeitsvertrag, Tarifvertrag, besondere weitere Schutzvorschriften).

##### Anspruchsaufbau
Der Anspruch auf Gewährung von Urlaub muss entstanden, darf nicht erloschen und muss durchsetzbar sein.

#### Entstehen des Anspruchs auf Erteilung des Urlaubs
Die Entstehung eines Anspruchs auf Urlaub setzt die Anwendbarkeit des BUrlG (§ 2 BUrlG) und eine gewisse Mindestdauer des Arbeitsverhältnisses voraus. Die Dauer des Urlaubs bestimmt sich nach den §§ 3–7 BUrlG.

##### Anwendbarkeit des BUrlG
Das BUrlG findet auf alle Arbeitnehmer und auf zu ihrer Berufsausbildung Beschäftigte (§ 2 S. 1 BUrlG) sowie auf arbeitnehmerähnliche Personen allgemein Anwendung (§ 2 S. 2 Hs. 1 BUrlG) mit in § 12 BUrlG geregelten Besonderheiten für den Bereich der Heimarbeit (§ 2 S. 2 Hs. 2 BUrlG).
Die Abgrenzung zwischen arbeitnehmerähnlicher Person i.S. von § 2 S. 2 BUrlG und einem Selbstständigen bestimmt sich nach den allgemeinen Merkmalen. § 12a TVG ist nicht unmittelbar heranzuziehen. Die tatsächliche Erbringung von Arbeitsleistungen im Urlaubsjahr ist keine Anspruchsvoraussetzung für den Urlaubsanspruch (BAG seit 1982). Trotz ganzjähriger Arbeitsunfähigkeit Urlaub zu verlangen, ist auch nicht rechtsmissbräuchlich i. S. d. § 242 BGB (BAG).

##### Geltendmachung durch den Arbeitnehmer
Der Arbeitnehmer muss seinen Urlaubsanspruch im ungekündigten und im gekündigten Arbeitsverhältnis „ausdrücklich i. S. von § 284 BGB“ (heute: § 286 BGB) geltend machen (BAG [18. September 2001] – 9 AZR 570/00 – NZA 02, 895). Unterlässt der Arbeitnehmer die Geltendmachung des Urlaubs, so verfällt der Urlaubsanspruch mit Ablauf des Urlaubsjahres oder des Übertragungszeitraumes. Die Geltendmachung muss eindeutig, unbedingt und hinreichend bestimmt erfolgen. In der Erhebung der Kündigungsschutzklage liegt noch keine Geltendmachung des Urlaubsanspruchs.

##### Die Dauer des Urlaubs (§§ 3–6 BUrlG)

###### Gesetzlicher Mindesturlaub
Nach § 3 Abs. 1 BUrlG beträgt der gesetzliche Mindesturlaub 24 Werktage. Weitere bundesgesetzliche Bestimmungen zur Dauer des Urlaubs finden sich in §§ 56 bis 64 SeeArbG, § 208 SGB IX, § 19 JArbSchG und in § 17 BEEG. In einem Tarifvertrag oder im Arbeitsvertrag kann ein höherer als der gesetzliche Mindesturlaub vereinbart werden (häufig), jedoch kein ungünstigerer (§ 13 Abs. 1 S. 1 BUrlG).
Der gesetzliche Mindesturlaub ist bezogen auf eine 6-Tage-Woche. Bei einer anderen Verteilung der Wochenarbeitszeit ist der Anspruch im Dreisatz umzurechnen. Im Fall einer 5-Tage-Woche beträgt der gesetzliche Urlaubsanspruch daher umgerechnet 20 Arbeitstage. In allen Fällen entspricht er also vier Arbeitswochen.
Gewährt ein Tarifvertrag einen übergesetzlichen Urlaubsanspruch, ist dieser im Zweifel bezogen auf eine 5-Tage-Woche. Bei einer anders gelagerten Arbeitszeit ist der Anspruch entsprechend umzurechnen.
Bei flexiblen Arbeitszeiten, bei denen die regelmäßige tarifliche Arbeitszeit in einem mehrwöchigen Zyklus oder im Jahr erreicht wird, ist nicht auf das Verhältnis der geleisteten Arbeitsstunden, sondern auf die Zahl der mit einer Arbeitspflicht belegten Arbeitstage abzustellen.
Lassen sich die mit Arbeitspflicht belegten Arbeitstage nur auf Grund eines Jahresvergleichs ermitteln, so sind diese Tage ins Verhältnis zu den gesetzlich möglichen Arbeitstagen zu setzen. Dabei geht das BAG für die 6-Tage-Woche von 312 und für die 5-Tage-Woche von 260 möglichen Arbeitstagen im Jahr aus. Bei Änderungen der Verteilung der Arbeitszeit innerhalb des jeweiligen Bezugszeitraums sind diese zu berücksichtigen. Es kann sein, dass dann die Urlaubsdauer mehrfach berechnet werden muss.
Verändert sich die Zahl der wöchentlichen Arbeitstage während des Kalenderjahres, wie dies bei einem Wechsel aus einer Vollzeit- in eine Teilzeitbeschäftigung der Fall ist, darf der in Vollzeit erworbene Urlaubsanspruch nach dem Wechsel in Teilzeit an weniger Wochentagen nicht verhältnismäßig gekürzt werden.

###### Anspruch auf Vollurlaub
Der Anspruch auf den Vollurlaub entsteht erstmals erst mit Ablauf der Wartezeit von sechs Monaten (§ 4 Abs. 1 BUrlG). Für die Fristberechnung gelten die §§ 186, 187 BGB. Dabei kommt es nicht auf den Zeitpunkt des Vertragsabschlusses, sondern auf den Zeitpunkt der beabsichtigten Arbeitsaufnahme an. Beginnt ein Arbeitsverhältnis mit dem Beginn des Tages, so wird dieser Tag mitgezählt, auch wenn die Arbeitsaufnahme erst im Laufe des Tages erfolgt oder der Arbeitnehmer wegen einer Krankheit, eines Feiertages usw. verhindert ist.
- Beispiel 1: Am 10. Januar wird für die Zeit ab dem 1. Februar ein Arbeitsverhältnis begründet. Das Arbeitsverhältnis wird zum 20. August beendet. → Der Arbeitnehmer hat einen vollen Jahresurlaubsanspruch, obwohl er nicht das ganze Jahr gearbeitet hat.
- Beispiel 2: Am 10. Dezember 2007 wird ein Arbeitsverhältnis mit Beginn ab dem 1. Januar 2008 vereinbart. Das Arbeitsverhältnis wird am 30. Juni 2008 beendet.

→ Dieser Grenzfall ist umstritten. Nach einer Auffassung entsteht nur ein 6/12-Anspruch, da § 4 BUrlG davon spreche, dass der Vollurlaubsanspruch erst „nach“ Ablauf der Wartezeit entstehe. Eine Gegenauffassung kommt zu einem 12/12-Anspruch.
Ist die Wartezeit einmal erfüllt, entsteht der Urlaubsanspruch jeweils mit Beginn des Urlaubsjahres.
Nach erfüllter Wartezeit vermindert sich der Vollurlaubsanspruch gem. § 5 Abs. 1 c) BUrlG um ein Zwölftel des Jahresurlaubs pro unvollendetem Monat des Arbeitsverhältnisses in der ersten Hälfte eines Kalenderjahres (etwa wenn der Arbeitnehmer in der ersten Kalenderjahreshälfte aus dem Arbeitsverhältnis ausscheidet).
- Beispiel 1: Beginn des Arbeitsverhältnisses am 1. Februar 2007. Ende des Arbeitsverhältnisses am 15. Februar 2008. → Der Arbeitnehmer hat im Jahr 2007 einen 100%igen Vollurlaubsanspruch erworben (§§ 3 Abs. 1, 4 BUrlG). Für das Jahr 2008 ist der Vollurlaubsanspruch am 1. Januar 2008 zwar zunächst in voller Höhe entstanden. Er hat sich jedoch nach § 5 Abs. 1 c) BUrlG auf 1/12 (nur 1 voller Monat) verringert.
- Beispiel 2: Beginn des Arbeitsverhältnisses am 1. Februar 2007. Ende des Arbeitsverhältnisses am 15. Juli 2008. → Der Arbeitnehmer hat im Jahr 2007 und im Jahr 2008 je einen Vollurlaubsanspruch erworben.

###### Anspruch auf Teilurlaub
Nach § 5 Abs. 1 a) BUrlG entsteht ein Teilurlaubsanspruch dann, wenn der Arbeitnehmer wegen Nichterfüllung der Wartezeit in diesem Kalenderjahr keinen vollen Anspruch erwirbt.
- Beispiel: Beginn des Arbeitsverhältnisses am 15. Juli 2007; Ende nach dem 1. Januar 2008. → Der Arbeitnehmer hat im Jahr 2007 nach § 5 Abs. 1 a) BUrlG einen Teilurlaubsanspruch (in Höhe von 5/12 des Jahresurlaubs).

Nach § 5 Abs. 1 b) BUrlG hat der Arbeitnehmer einen Teilurlaubsanspruch, wenn er vor erfüllter Wartezeit aus dem Arbeitsverhältnis ausscheidet.
- Beispiel: Beginn des Arbeitsverhältnisses am 15. Juli 2007; Ende am 20. September 2007. → Teilurlaubsanspruch nach § 5 Abs. 1 b) BUrlG (in Höhe von 2/12 des Jahresurlaubs).

Nach § 5 Abs. 1 BUrlG besteht in den obigen Fällen eines Teilurlaubsanspruchs nur für je einen vollen Monat ein Anspruch in Höhe von 1/12 des Vollurlaubs. Dieser Monat muss nicht genau ein Kalendermonat sein (siehe obiges Beispiel).
Streitig ist die Frage, wann genau die obigen Teilurlaubsansprüche fällig werden.

###### Aufrundungsregel
Nach § 5 Abs. 2 BUrlG sind Bruchteile von Urlaubstagen, die mindestens einen halben Tag ergeben, auf volle Urlaubstage aufzurunden. Ob dies auch für übergesetzliche (arbeits-/tarifvertragliche) Urlaubsansprüche gilt, wird unterschiedlich gesehen.

###### Ausschluss von Doppelansprüchen
Der Anspruch auf Urlaub besteht nicht, soweit dem Arbeitnehmer für das laufende Kalenderjahr bereits von einem früheren Arbeitgeber Urlaub gewährt worden ist.
- Beispiel: 1. Arbeitsverhältnis: Beginn am 1. Januar 1999; Ende am 30. September 2007. Gewährung des vollen Jahresurlaubs für das Jahr 2007 im Juni 2007. 2. Arbeitsverhältnis: Beginn: 1. Oktober 2007, Ende nach dem 1. Januar 2008. → Der Teilurlaubsanspruch im 2. Arbeitsverhältnis nach § 5 Abs. 1 a) BUrlG in Höhe von 3/12 des Vollurlaubs ist nach § 6 Abs. 1 BUrlG ausgeschlossen.

Damit ein neuer Arbeitgeber davon erfährt, muss der alte dem Arbeitnehmer eine Urlaubsbescheinigung erteilen (§ 6 Abs. 2 BUrlG) und der Arbeitnehmer diese dem neuen Arbeitgeber vorlegen.

#### Kein Erlöschen des Urlaubsanspruchs
§ 9 Erkrankung während des Urlaubs: Erkrankt ein Arbeitnehmer während des Urlaubs, so werden die durch ärztliches Zeugnis nachgewiesenen Tage der Arbeitsunfähigkeit auf den Jahresurlaub nicht angerechnet.

##### Erfüllung
Der Urlaubsanspruch erlischt durch wirksame Erfüllung (§ 362 BGB). Der Arbeitgeber hat die Nebenleistungspflicht, den Urlaub zeitlich festzulegen. Ein Selbstbeurlaubungsrecht des Arbeitnehmers besteht nicht.
Zur Erfüllung des Urlaubsanspruchs bedarf es der Erfüllungshandlung des Arbeitgebers und des Erfüllungserfolgs beim Arbeitnehmer.

###### Freistellungserklärung des Arbeitgebers
Der Arbeitgeber muss gegenüber dem Arbeitnehmer erklären, dass er Urlaub gewährt. Diese Erklärung muss anfänglich wirksam und darf nicht nachträglich unwirksam werden.
Die Erklärung der Urlaubsgewährung durch den Arbeitgeber
Zur Erfüllung des Urlaubsanspruchs muss der Arbeitgeber eine Freistellungserklärung abgeben. Dabei ist zu beachten, dass nicht jede Erklärung der Freistellung von der Arbeitspflicht ausreicht, sondern dies für den Arbeitnehmer erkennbar zur Erfüllung des Anspruchs auf Urlaub dienen soll.
Die Urlaubsbewilligung kann auch stillschweigend (konkludent) erfolgen. Etwa dann, wenn sich der Arbeitgeber „längere Zeit“ nicht zum Urlaubswunsch des Arbeitnehmers geäußert hat. Entscheidend ist immer die Auslegung im Einzelfall unter Berücksichtigung aller Umstände, insbesondere betrieblicher Gewohnheiten.
Im Zweifel sollte sich der Arbeitnehmer vom Arbeitgeber die Urlaubsgewährung schriftlich geben lassen.
- „Freistellung“ allein
Stellt der Arbeitgeber den Arbeitnehmer nach einer Kündigung ohne nähere Erklärung von der Verpflichtung zur Arbeitsleistung frei, ist dies noch keine wirksame Urlaubserklärung. D. h. nicht jede Freistellung von der Arbeit ist eine Freistellung von der Arbeit zum Zwecke der Urlaubsgewährung.
- Freistellung in Verbindung mit Urlaubsgewährung
Die Erklärung, die (unwiderrufliche) Freistellung erfolge unter Anrechnung auf Urlaubsansprüche bewirkt, dass für die Dauer der Freistellung die urlaubsrechtlichen Folgen eintreten, wie z. B. Urlaubsvergütung, zusätzliches Urlaubsgeld und Unwiderruflichkeit der Arbeitsbefreiung.
Die mit einer unwiderruflichen Freistellung in Verbindung mit einer Urlaubserteilung einhergehende Unbestimmtheit des Urlaubsbeginns und -endes ist unschädlich. „Wenn der Arbeitgeber wie im Streitfalle die genaue zeitliche Lage des Urlaubs und die Zahl der Urlaubstage nicht festlegt, kann der Arbeitnehmer daraus regelmäßig entnehmen, entweder gewähre der Arbeitgeber ihm die gesamte Zeit der Kündigungsfrist als Urlaub oder der Arbeitgeber überlasse es ihm zumindest, die zeitliche Lage der ihm zustehenden Urlaubstage innerhalb des vorbehaltlos gewährten Freistellungszeitraums zu bestimmen. In beiden Fällen ist für den Arbeitnehmer ohne weiteres erkennbar, dass er während der restlichen Dauer seines Arbeitsverhältnisses nicht mehr damit rechnen muss, eine Arbeitsleistung erbringen zu müssen“.
- Nicht durch widerrufliche Freistellung
Eine widerrufliche Freistellung vermag einen Urlaubsanspruch nicht zu erfüllen. Deshalb führt die im Hinblick auf die BSG-Rechtsprechung gewählte Vergleichsklausel mit widerruflicher Freistellung nicht zur wirksamen Urlaubsgewährung. Beispielsweise führt folgender Vergleich nicht zur Erfüllung eines Urlaubsanspruches:
„Der Arbeitnehmer wird bis zum Ablauf der Kündigungsfrist unter Anrechnung etwaiger Urlaubsansprüche widerruflich freigestellt.“

Die Wirksamkeit der Urlaubsgewährung
Die Urlaubserteilung des Arbeitgebers muss individual- und kollektivrechtlich wirksam sein. Die individualrechtliche Wirksamkeit wird allein nach § 7 Abs. 1, 2 BUrlG und nicht nach § 315 Abs. 3 BGB bestimmt. 'Eine gegenteilige Ansicht hierzu wird durch das BAG vertreten.
- Berücksichtigung der Wünsche des Arbeitnehmers
Nach § 7 Abs. 1 S. 1 BUrlG hat der Arbeitgeber bei der Urlaubserteilung die Urlaubswünsche des Arbeitnehmer zu berücksichtigen. Berücksichtigt der Arbeitgeber die Wünsche des Arbeitnehmers nicht, kann der Arbeitnehmer die Leistungskonkretisierung des Arbeitgebers ablehnen.
Dazu muss der Arbeitnehmer aber nicht nur widersprechen, sondern selbst einen anderweitigen Urlaubswunsch äußern. Widerspricht der Arbeitnehmer der Urlaubsgewährung, so ist dies allein noch keine Äußerung eines Urlaubswunsches im Sinne des § 7 Absatz 1 BUrlG.
Kündigt der Arbeitgeber dem Arbeitnehmer und gewährt der Arbeitgeber dem Arbeitnehmer Urlaub in der Kündigungsfrist, so hat der Arbeitnehmer in der Regel kein Annahmeverweigerungsrecht. Das BUrlG dient primär der Urlaubsgewährung und nicht der Produktion von Urlaubsabgeltungsansprüchen.
- Unabhängigkeit von Entgeltfortzahlung
Die Wirksamkeit der Urlaubserteilung hängt nicht davon ab, dass der Arbeitgeber während des Urlaubs den Arbeitnehmer das Urlaubsentgelt bezahlt.
- Stückelungsverbot bei Urlaubsgewährung
Nur für den gesetzlichen Urlaub gilt das Stückelungsverbot des § 7 Abs. 2 BUrlG. Eine dagegen verstoßende Urlaubsgewährung ist unwirksam. Nach § 7 Abs. 2 S. 1 BUrlG ist der gesetzliche Jahresurlaub „zusammenhängend“ zu gewähren. Dies gilt nur dann nicht, wenn „dringende betriebliche oder in der Person des Arbeitnehmers liegende Gründe eine Teilung des Urlaubs erforderlich machen“. Kann der Urlaub aus diesen Gründen nicht zusammenhängend gewährt werden, so sind zumindest 12 Werktage als Urlaub zu gewähren, § 7 Abs. 2 S. 2 BUrlG.
Nach herrschender Auffassung reicht ein bloßer Wunsch des Arbeitnehmers für die Zulässigkeit einer Stückelung nicht aus.
Nach § 13 Abs. 1 S. 3 BUrlG kann nur von § 7 Abs. 2 S. 2 BUrlG zu Ungunsten des Arbeitnehmers abgewichen werden. Dies setzt voraus, dass die Bedingungen des § 7 Abs. 2 S. 1 BUrlG vorliegen. Gegen diese Vorschrift wird vielfach verstoßen. Die Urlaubsgewährung ist dann „de iure“ unwirksam.
Handeln die Parteien einvernehmlich, kann es seitens des Arbeitnehmers rechtsmissbräuchlich (§ 242 BGB) sein, sich im Nachhinein auf die Unwirksamkeit der Urlaubsgewährung zu berufen.
- Kollektivrechtliche Unwirksamkeit
Besteht ein Betriebsrat, unterliegt die kollektive Verteilung des Urlaubs (Beispiel: Betriebsferien), die Aufstellung allgemeiner Urlaubsgrundsätze, die Aufstellung eines Urlaubsplans der Mitbestimmung nach § 87 Abs. 1 Nr. 5 BetrVG. Das Mitbestimmungsrecht erstreckt sich auch auf „die Festsetzung der zeitlichen Lage des Urlaubs für einzelne Arbeitnehmer, wenn zwischen dem Arbeitgeber und den beteiligten Arbeitnehmern kein Einverständnis erzielt wird“ (§ 87 Abs. 1 Nr. 5 BetrVG). Ein Verstoß gegen das Mitbestimmungsrecht des § 87 Abs. 1 Nr. 5 BetrVG macht die Urlaubsgewährung unwirksam. Vergleichbares gilt im öffentlichen Dienst im Rahmen der Mitbestimmung durch einen Personalrat nach dem jeweiligen Personalvertretungsgesetz.

Keine Beendigung der rechtlichen Wirkung der Urlaubserteilung
- Einvernehmen
Im Einvernehmen kann (und wird häufig) schon erteilter Urlaub jederzeit geändert werden.
- Kein einseitiger Widerruf
Einmal wirksam erteilter Urlaub kann vom Arbeitgeber nicht einseitig widerrufen und vom Arbeitnehmer nicht abgelehnt werden.
Ist die Urlaubserteilung unwiderruflich erteilt, kann der Arbeitgeber sie nicht einseitig rückgängig machen (widerrufen). Etwas anderes kommt allenfalls in zwingenden Notlagen des Arbeitgebers in Betracht. Im Einzelnen bestehen unterschiedliche Sichtweisen.
- Kondiktion (§§ 812 ff. BGB)
Gewährt der Arbeitgeber im Nachhinein aufgrund eines vorzeitigen Ausscheidens des Arbeitnehmers zu viel Urlaub, so kann er den zu viel gewährten Urlaub kondizieren.
- Anfechtung (§§ 119 ff. BGB)
Theoretisch kommt eine Anfechtung der Freistellungserklärung in Betracht.
- Wegfall der Geschäftsgrundlage (§ 313 BGB)
Theoretisch auch ein Wegfall der Geschäftsgrundlage.

###### Der Eintritt des Erfüllungserfolges
Der Urlaubsanspruch wird nur erfüllt, wenn der Urlaubserfolg, d. h. die Freistellung von der Arbeitspflicht auch eintritt. Wenn formuliert wird, dass der Erfüllungserfolg eintrete, wenn der Arbeitnehmer von der Freistellungserklärung Gebrauch mache und den Urlaub nehme, so ist dies missverständlich: es bedarf keiner Annahme seitens des Arbeitnehmers und der Leistungserfolg tritt auch gegen den Willen des Arbeitnehmers ein, wenn die Freistellungserklärung wirksam ist.
Eine Erfüllung kann jedoch aus rechtlichen Gründen scheitern, weil
- eine nachträgliche Umwidmung einer schon erfolgten Zeit der Nichtarbeit rechtlich nicht möglich ist (Freistellung ohne Urlaubsgewährung; Zeiten des Annahmeverzuges des Arbeitgebers);
- der Arbeitnehmer schon anderweitig von seiner Arbeitspflicht befreit ist;
- der Arbeitnehmer keine Arbeitspflicht hat, von der er befreit werden könnte, weil er arbeitsunfähig erkrankt ist.

- Keine nachträgliche Umwidmung möglich: Zeiten, in denen der Arbeitnehmer zwar nicht arbeitete, ihm jedoch kein Urlaub gewährt worden war, können vom Arbeitgeber nicht im Nachhinein als Urlaub deklariert werden. Die Vergleichspraxis setzt sich allerdings meist darüber hinweg.
- Keine laufende Umwidmung möglich: Ist der Arbeitnehmer schon aus anderen Gründen freigestellt, kann er nicht zusätzlich zum Zwecke der Gewährung des Erholungsurlaubs freigestellt werden.
- Keine Urlaubsgewährung bei Arbeitsunfähigkeit (§ 9 BUrlG): Ist der Arbeitnehmer arbeitsunfähig erkrankt, trifft ihn keine Arbeitspflicht und er kann nicht von ihr freigestellt werden. Wird der Arbeitnehmer während des Urlaubs krank, ordnet § 9 BUrlG an, dass die Tage nachgewiesener Arbeitsunfähigkeit auf den Jahresurlaub nicht angerechnet werden.
- Übertragbarkeit des § 9 BUrlG auf sonstige Fälle nachträglicher Unmöglichkeit?: Nach umstrittener Auffassung ist § 9 BUrlG auf sonstige Fälle nachträglicher Unmöglichkeit nicht entsprechend anwendbar. Beispiel: Urlaubserteilung im Januar für Juli; Beschäftigungsverbot ab April bis zur Geburt im Oktober.[25]

##### Verfristung
Der Urlaubsanspruch kann nach § 7 III BUrlG verfristen. Diese Norm gilt auch für einen übergesetzlichen tariflichen oder arbeitsvertraglichen Urlaubsanspruch, wenn keine abweichende Regelung getroffen worden ist.
Ob im Fall der Verfristung auf Grund einer anhaltenden Arbeitsunfähigkeit das EU-Recht verletzt wird, ist nun vom EuGH abschließend entschieden worden.
Nach § 7 Abs. 3 BUrlG verfällt ein Urlaubsanspruch am 31.12. eines Jahres (§ 7 Abs. 3 S. 1 BUrlG), es sei denn, dass dringende betriebliche oder in der Person des Arbeitnehmers liegende Gründe eine Übertragung in das Folgejahr rechtfertigen (§ 7 Abs. 3 S. 2 BUrlG) oder ein Fall des Teilurlaubs nach § 5 Abs. 1 Buchstabe a BUrlG vorliegt und der Arbeitnehmer eine Übertragung verlangt (§ 7 Abs. 3 S. 4 BUrlG).
Erfolgt eine Übertragung nach § 7 Abs. 3 S. 2 BUrlG, so verfällt der Urlaubsanspruch spätestens am 31. März des Folgejahres.
- Beispiel: Der Arbeitnehmer arbeitet seit 2003 in einer 5-Tage-Woche, hatte im Jahr 2007 noch keinen Erholungsurlaub, wird 15 Arbeitstage vor dem 31. Dezember 2007 arbeitsunfähig krank und wird

a) erst am 15. April 2008 wieder gesund;
b) wird 5 Arbeitstage vor dem 31. März 2008 wieder gesund.

„Der Arbeitnehmer hatte einen Vollurlaubsanspruch von 20 Arbeitstagen, der am 31. Dezember 2007 nach § 7 Abs. 3 S. 1 BUrlG in Höhe von 5 Arbeitstagen verfiel, da insoweit nicht seine Arbeitsunfähigkeit, sondern seine Untätigkeit für die Unmöglichkeit den Urlaub noch im Jahr 2007 zu nehmen kausal war. Von den nach § 7 Abs. 3 S. 2 BUrlG in das I. Quartal 2008 übertragenen 15 Tagen verfallen nach der Variante a) gemäß § 7 Abs. 3 S. 3 BUrlG alle Tage und in der Variante b) nur 10 Tage, wenn der Arbeitnehmer die restlichen Urlaubstage rechtzeitig vor dem 31. März 2008 geltend macht und gewährt bekommt.“

Den Arbeitsvertragsparteien ist es (in Grenzen) unbenommen, zu Gunsten des Arbeitnehmers sich über die gesetzliche Regelung hinwegzusetzen, d. h. die Übertragung auf das Folgejahr bzw. über das erste Quartal des Folgejahres hinaus zu vereinbaren. Der Arbeitnehmer sollte sich dies am besten schriftlich geben lassen, um späteren Streit zu vermeiden.
Der Europäische Gerichtshof (EuGH) in Luxemburg entschied im Januar 2009, dass Arbeitnehmer nicht ihren Anspruch auf bezahlten Jahresurlaub verlieren, wenn sie ihn aus Krankheitsgründen nicht nehmen konnten. Der EuGH widerspricht damit dem Bundesurlaubsgesetz und sieht darin einen Verstoß gegen die EU-Richtlinie 2003/88. Deshalb sei die deutsche Regelung unzulässig. Ein Verlust des Urlaubsanspruchs sei nur dann gerechtfertigt, wenn betroffene Arbeitnehmer tatsächlich die Möglichkeit hatten, ihren Urlaub zu nehmen. Dabei hat der EuGH in seiner Schultz-Hoff-Entscheidung festgestellt, dass Art. 7 der Richtlinie 2003/88/EG dahingehend auszulegen ist, dass er einzelstaatlichen Rechtsvorschriften oder Gepflogenheiten entgegensteht, nach denen für nicht genommenen Jahresurlaub am Ende des Arbeitsverhältnisses keine finanzielle Vergütung gezahlt wird, wenn der Arbeitnehmer während des gesamten Bezugszeitraums und/oder Übertragungszeitraums oder eines Teils davon krankgeschrieben bzw. im Krankheitsurlaub war und deshalb seinen Anspruch auf bezahlten Jahresurlaub nicht ausüben konnte. In Anwendung dieser aufgestellten Grundsätze ist § 7 Abs. 3, Abs. 4 BUrlG so zu verstehen, dass gesetzliche Urlaubsabgeltungsansprüche nicht erlöschen, wenn ein Arbeitnehmer bis zum Ende des Urlaubsjahres und/oder des Übertragungszeitraums erkrankt und deswegen arbeitsunfähig ist. Die bislang geltende Rechtsprechung des BAG, welche Gegenteiliges vertreten hat, wurde somit aufgegeben.
Am 15. April 2010 legte das LAG Hamm dem EuGH nun die Frage zur Entscheidung vor, ob im nationalen Recht zulässigerweise ein Erlöschen von Urlaubsansprüchen langzeiterkrankter Arbeitnehmer nach einem gewissen Zeitraum geregelt werden könne, und – bejahendenfalls – ob eine Mindestfrist von 18 Monaten einzuhalten sei (Aktenzeichen beim EuGH: C-214/10). Generalanwältin Trstenjak schlug dem EuGH in ihren Schlussanträgen jüngst vor, sowohl die Möglichkeit des Erlöschens als auch eine Übertragungsbeschränkung auf 18 Monate als mit dem Gemeinschaftsrecht vereinbar anzusehen.
Nach einer Entscheidung des Bundesarbeitsgerichts vom 19. Dezember 2022 kann der Resturlaub eines Beschäftigten nicht mehr ohne weiteres verfallen. Der Arbeitgeber müsse einen Beschäftigten rechtzeitig und persönlich auf seinen Resturlaub hingewiesen und ihn aufgefordert haben, diesen auch zu nehmen. Geschehe dies nicht, könne ein Beschäftigter nicht genommene Urlaubstage auch noch nach vielen Jahren einfordern.
- Beispiel: Der Arbeitnehmer verlangt Erholungsurlaub. Der Arbeitgeber verweigert diesen rechtswidrig (etwa im Kalenderjahr, weil die Gründe des § 7 Abs. 1 S. 1 BUrlG nicht vorliegen oder im Übertragungszeitraum i. S. d. § 7 Abs. 3 S. 3 BUrlG (I. Quartal des Folgejahres), da dann der Arbeitgeber auf jeden Fall Urlaub gewähren muss). Mit dem 31. Dezember/31. März verfällt der primäre Urlaubsanspruch. Der Arbeitnehmer hat aber gegenüber dem Arbeitgeber einen Schadensersatzanspruch, primär gerichtet auf Naturalrestitution, in gleicher Höhe. Dieser unterliegt dem Fristensystem des § 7 Abs. 3 BUrlG nicht mehr (dafür aber etwaigen Ausschlussfristen).

## Erwerbstätigkeit während des Urlaubs
Nach § 8 BUrlG darf der Arbeitnehmer während des Urlaubs keine Erwerbstätigkeit ausüben, die dem Urlaubszweck widerspricht. Dies bedeutet aber nicht, dass er die Urlaubszeit nutzen muss, um sich körperlich zu erholen. Auch extrem anstrengende Tätigkeiten wie beispielsweise Bergsteigen im Himalaya sind während des Urlaubs zulässig. Hilft der Arbeitnehmer unentgeltlich im Familienbetrieb, beispielsweise auf dem Weihnachtsmarkt-Verkaufsstand des Ehemannes oder in einer Nebenerwerbslandwirtschaft, oder einer gemeinnützigen Organisation mit, widerspricht dies ebenfalls nicht dem Urlaubszweck. Nur wer die vom Arbeitgeber bezahlte Urlaubszeit nutzt, um durch ein weiteres Erwerbsverhältnis zusätzlich Geld zu verdienen, verhält sich gesetzeswidrig.